# Eurimedonte (filho de Minos)
Eurimedonte, na mitologia grega, foi um filho de Minos e a ninfa Pária.
Minos e Pária tiveram quatro filhos, Eurimedonte, Nefalião, Crises e Filolau. Os quatro habitavam a ilha de Paros.
Durante o trabalho da captura do Cinto de Hipólita, Héracles parou na ilha de Paros, mas dois de seus companheiros, ao desembarcarem, foram mortos pelos filhos de Minos. Héracles imediatamente matou os quatro filhos de Minos, e sitiou os outros habitantes, impondo, como condições, que eles entregassem dois homens para substituir os homens mortos; estes foram Alceu e Estênelo, filhos de Androgeu, filho de Minos.